# Dol (gmina Postira)
Dol – wieś w Chorwacji, w żupanii splicko-dalmatyńskiej, w gminie Postira. W 2011 roku liczyła 130 mieszkańców.